# Daniłowce (rejon tarnopolski)
Daniłowce (ukr. Данилівці) – wieś na Ukrainie w rejonie tarnopolskim należącym do obwodu tarnopolskiego. W 2001 roku liczyła 432 mieszkańców.

## Historia
Założona w 1589 roku, należała do dóbr Sobieskich.
W 1880 roku liczyła 567 mieszkańców, z czego 521 grekokatolików, 30 rzymskich katolików i 16 wyznawców judaizmu. Grekokatolicy należeli do parafii w Ostaszowcach, rzymscy katolicy do parafii w Jeziernej. Wieś posiadała jednoklasową szkołę etatową.
Do 2020 w rejonie zborowskim.

## Zabytki, pomniki
- drewniana cerkiew Archanioła Michała z 1715, zrekonstruowana w latach 30. XX wieku[2]
- dwie figury na pamiątkę zniesienia pańszczyzny[2]
- pomnik poległych członków UPA z Daniłowiec[2]
- kozackie mogiły i symboliczne mogiły Strzelców Siczowych (kopce)[2]